# Weser-Leine-Express
| |                                    |                          |                 |
| Kursbuchstrecke (DB): | 310, 370                           |                          |                 |
| Streckenlänge: | 169,4 km                           |                          |                 |
| Streckengeschwindigkeit: | 160 km/h                           |                          |                 |
| |                                    |                          |                 |
| Verkehrsunternehmen: | Westfalenbahn                      |                          |                 |
| Bundesland (D): | Nordrhein-Westfalen, Niedersachsen |                          |                 |
| Zuglauf |                                    |                          |                 |
| \| \| \| Bielefeld Hbf ⊙ \| ICE, IC, RE \| \| \| \| Herford ⊙ \| ICE, IC, RE \| \| \| \| Löhne (Westfalen) ⊙ \| RE \| \| \| \| Bad Oeynhausen ⊙ \| IC, RE \| \| \| \| Porta Westfalica ⊙ \| RE \| \| \| \| Minden (Westfalen) ⊙ \| ICE, IC, RE \| \| \| \| Landesgrenze NRW / Nds ⊙ \| \| \| \| \| Bückeburg \| RE \| \| \| \| Stadthagen ⊙ \| RE \| \| \| \| Haste \| RE \| \| \| \| Wunstorf \| RE \| \| \| \| Hannover Hbf ⊙ \| ICE, IC, RE, RB \| \| \| \| Lehrte \| RE \| \| \| \| Hämelerwald \| RE \| \| \| \| Vöhrum \| RE \| \| \| \| Peine ⊙ \| IC, RE \| \| \| \| Vechelde \| RE \| \| \| \| Braunschweig Hbf ⊙ \| ICE, IC, RE, RB \| |                                    |                          |                 |
| Kopfbahnhof Streckenanfang |                                    | Bielefeld Hbf ⊙          | ICE, IC, RE     |
| Bahnhof |                                    | Herford ⊙                | ICE, IC, RE     |
| Bahnhof |                                    | Löhne (Westfalen) ⊙      | RE              |
| Bahnhof |                                    | Bad Oeynhausen ⊙         | IC, RE          |
| Bahnhof |                                    | Porta Westfalica ⊙       | RE              |
| Bahnhof mit S-Bahn-Halt |                                    | Minden (Westfalen) ⊙     | ICE, IC, RE     |
| Grenze |                                    | Landesgrenze NRW / Nds ⊙ |                 |
| Bahnhof mit S-Bahn-Halt |                                    | Bückeburg                | RE              |
| Bahnhof mit S-Bahn-Halt |                                    | Stadthagen ⊙             | RE              |
| Bahnhof mit S-Bahn-Halt |                                    | Haste                    | RE              |
| Bahnhof mit S-Bahn-Halt |                                    | Wunstorf                 | RE              |
| Bahnhof mit S-Bahn-Halt |                                    | Hannover Hbf ⊙           | ICE, IC, RE, RB |
| Bahnhof mit S-Bahn-Halt |                                    | Lehrte                   | RE              |
| Bahnhof |                                    | Hämelerwald              | RE              |
| Bahnhof |                                    | Vöhrum                   | RE              |
| Bahnhof |                                    | Peine ⊙                  | IC, RE          |
| Bahnhof |                                    | Vechelde                 | RE              |
| Kopfbahnhof Streckenende |                                    | Braunschweig Hbf ⊙       | ICE, IC, RE, RB |

Weser-Leine-Express (RE 70) ist in Nordrhein-Westfalen der Name eines Regional-Express-Zuglaufes, der in Ostwestfalen-Lippe das Oberzentrum Bielefeld mit Minden sowie mit den niedersächsischen Oberzentren Hannover und Braunschweig verbindet. Zudem nimmt er den wichtigen Ostwestverkehr in diesem Bereich auf. Für den Abschnitt in NRW wurde ein besonderes Landesinteresse festgestellt. Der Zuglauf ist eng mit dem Ems-Leine-Express (RE 60) von Rheine über Minden nach Braunschweig verbunden. Zwischen Minden und Bückeburg wird die Landesgrenze nach Niedersachsen passiert.

## Geschichte und Zukunft
Seit der Einführung des integralen Taktfahrplans (NRW-Takt) im Jahre 1998 trägt die Verbindung Bielefeld – Braunschweig in Nordrhein-Westfalen die Bezeichnung RE 70 und den Namen Weser-Leine-Express. Sie wurde von der DB Regio Nord bis Dezember 2015 betrieben. Das erneute Ausschreibungsverfahren im Jahr 2012 gewann die Westfalenbahn, die die sogenannte „Mittellandlinie“ ab dem Dezember 2015 bis zum Dezember 2030 betreiben soll. Laut Presseerklärung wird das Sitzplatzangebot damit um bis zu 60 Plätze erhöht.
Seit dem Winterfahrplan 2018/19 fahren Montag bis Samstag stündlich Taktverdichter zwischen Hannover und Braunschweig. Zuvor fuhren lediglich werktags in der Hauptverkehrszeit drei Verstärkerzugpaare mit Lastrichtung Hannover. Im Dezember 2019 wurde das Angebot auf Sonntage ausgeweitet.

## Zugangebot
Die Linie fährt zweistündlich. Zusätzlich fahren stündlich Taktverdichter zwischen Hannover und Braunschweig. In Kombination mit dem in NRW als Ems-Leine-Express (RE 60) bezeichneten Regionalexpress, der ebenfalls zweistündlich von Rheine über Osnabrück nach Braunschweig fährt, entsteht zwischen Löhne (Westfalen) und Hannover ein Stundentakt. Zwischen Hannover und Braunschweig besteht zusammen mit dem RE 60 ein Angebot von zwei Zügen pro Stunde und Richtung. Um einen Trassenkonflikt mit dem Intercity zu vermeiden, fahren die Züge der Westfalenbahn nicht genau alle 30 Minuten, sondern ungefähr in einem 20-/40-Minuten-Takt.
Der Abschnitt Bielefeld – Löhne – Minden wird zusammen mit den RE-Linien Westfalen-Express (RE 6) und Porta-Express (RE 78) montags bis freitags im Halbstundentakt bedient (geringe Minutenabweichungen). Zwischen Minden und Hannover verkehrt stündlich die S-Bahn Hannover S 1, damit besteht planmäßig (an Wochentagen) eine halbstündliche Umsteigeverbindung zwischen Bielefeld und Hannover, allerdings mit sehr knappen Anschlüssen in Minden, die bei Zugverspätung des Westfalen-Express nicht erreicht werden. Die Gesamtstrecke wird außerdem von Intercity- und Intercity-Express-Zügen bedient.
Bis zum Fahrplanwechsel im Dezember 2015 wurden die Züge dieser Linie aus fünf Doppelstockwagen mit Elektrolokomotiven der Baureihe 111 gebildet. Gelegentlich wurden Züge auch mit einer Elektrolokomotive der Baureihe 146.1 bespannt. Durch ein Einsatz von Doppelstock-Steuerwagen entfiel an den Endbahnhöfen ein Umsetzen der Lok, in Richtung Bielefeld fuhr der Steuerwagen voraus. Im Zug gab es bis Hannover einen gastronomischen Service mit einer Minibar.
Seit der Betriebsübernahme durch die Westfalenbahn setzt diese Triebzüge der Bauart Stadler KISS ein.

## Zuglauf
Der Regionalexpress befährt auf seinem Zuglauf die folgenden Eisenbahnstrecken:
1. Bahnstrecke Hamm–Minden zwischen Bielefeld und Minden,
2. Bahnstrecke Hannover–Minden auf kompletter Länge,
3. Bahnstrecke Hannover–Braunschweig auf kompletter Länge.

## Tarife
Auf seiner Fahrt durchfährt dieser Regional-Express insgesamt drei regionale Verkehrsverbünde:
- Zwischen Bielefeld und Minden gilt der Westfalentarif,
- zwischen Haste und Hämelerwald (Tickets mit maximal einem Tag Gültigkeit) bzw. Bückeburg und Peine (Zeitkarten) gilt der Tarif des Großraum-Verkehrs Hannover (GVH) und
- zwischen Hämelerwald und Braunschweig gilt der Tarif des Verbundtarifes Region Braunschweig (VRB).

Das Niedersachsen-Ticket gilt zwischen Herford und Braunschweig. Für Strecken, die in keinem oder mehr als einem Verkehrsverbund liegen, gilt der Niedersachsentarif.

## Bildergalerie

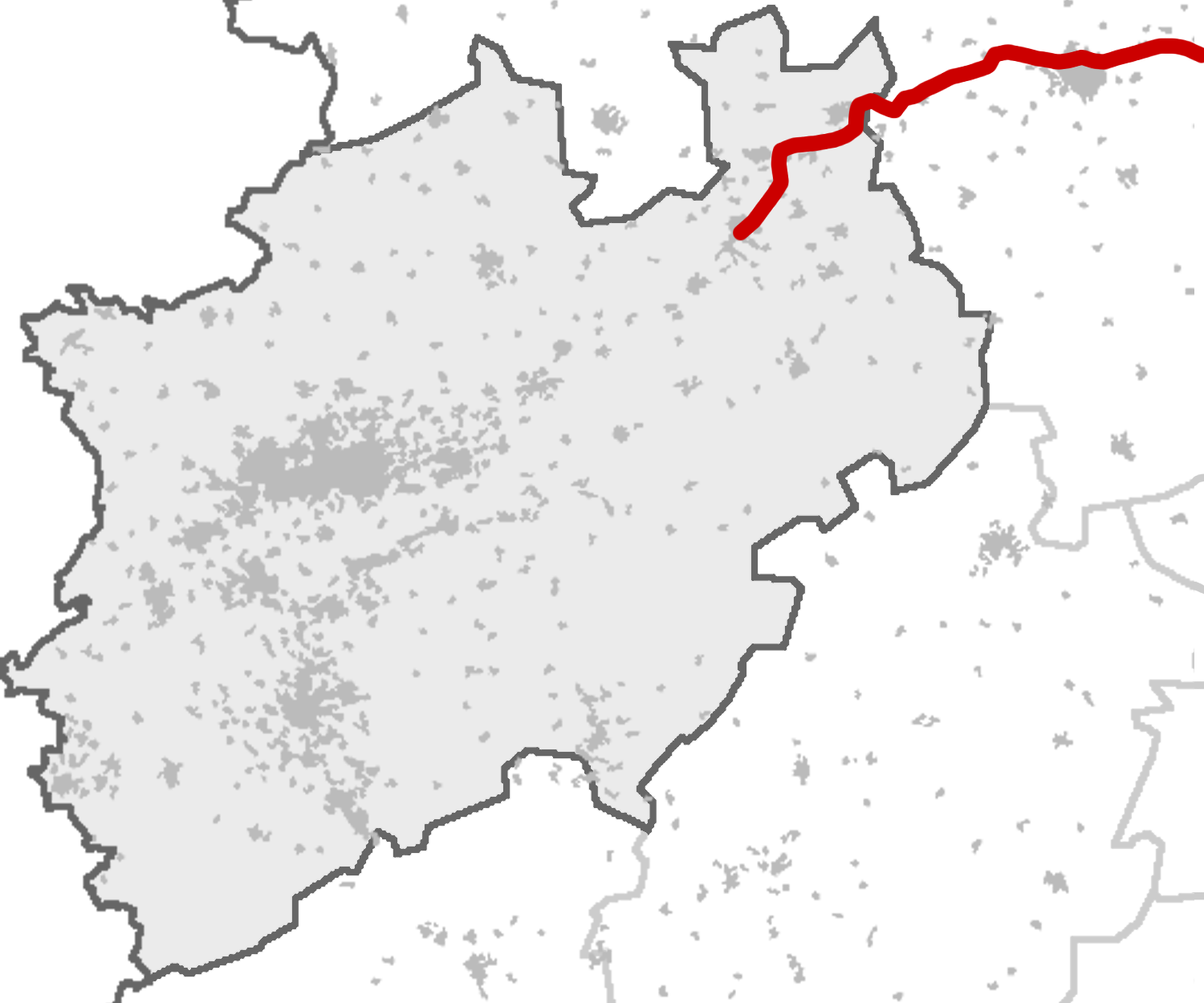
Südwestliche Strecke des Weser-Leine-Express (RE 70) bis etwa Hämelerwald
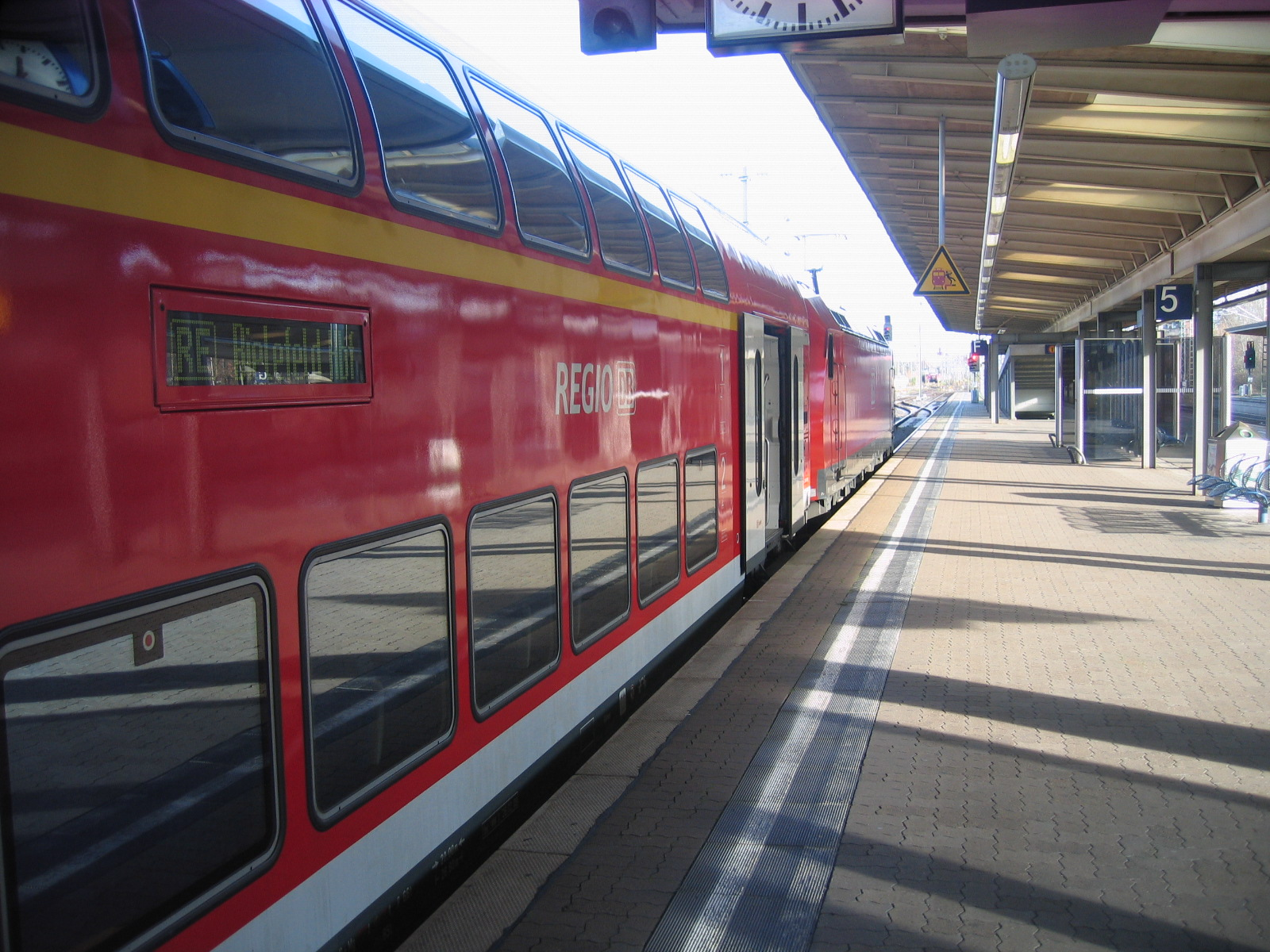
RE 70 vor der Abfahrt nach Bielefeld in Braunschweig
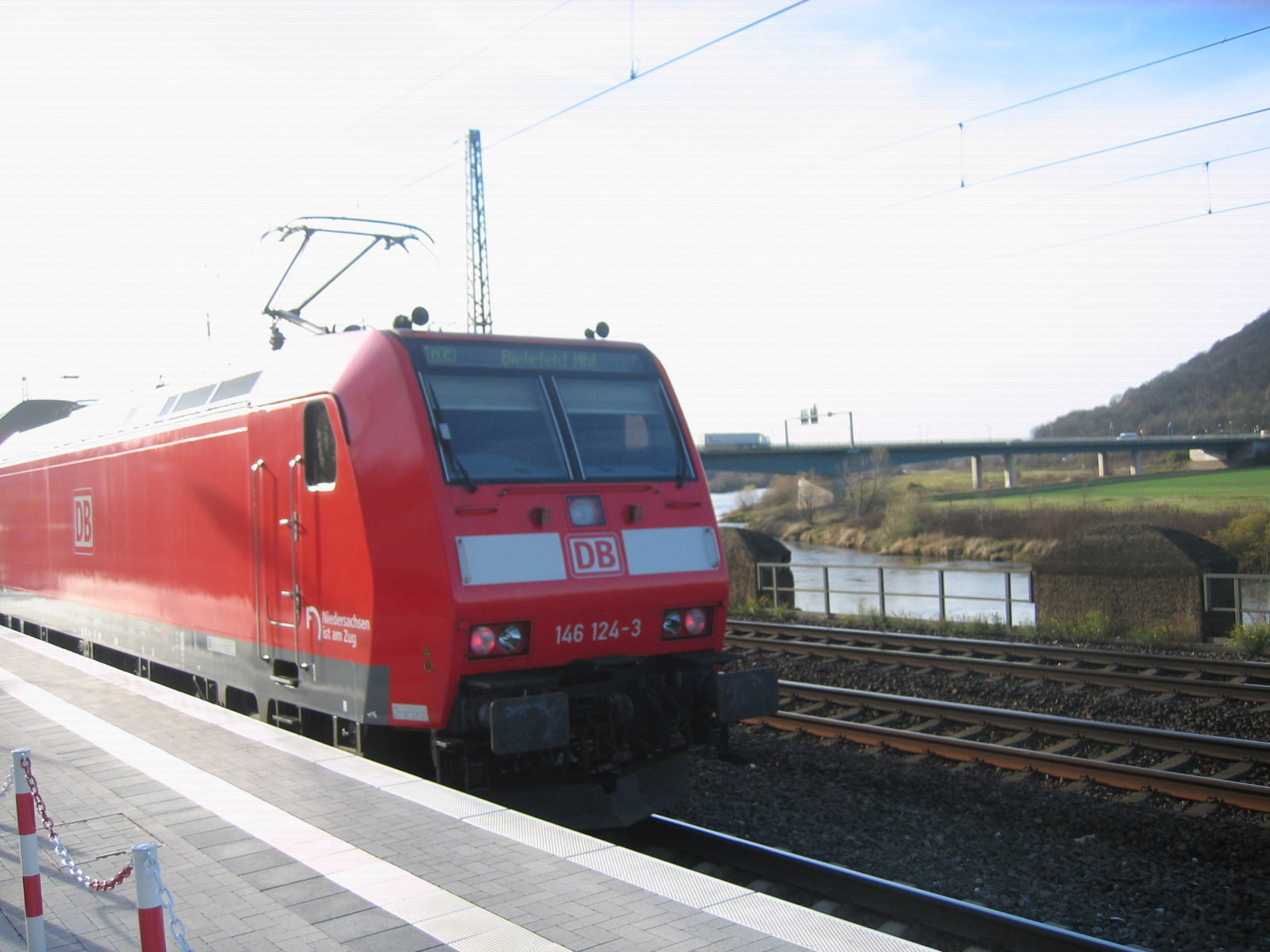
Schiebende Lok im Bahnhof Porta Westfalica
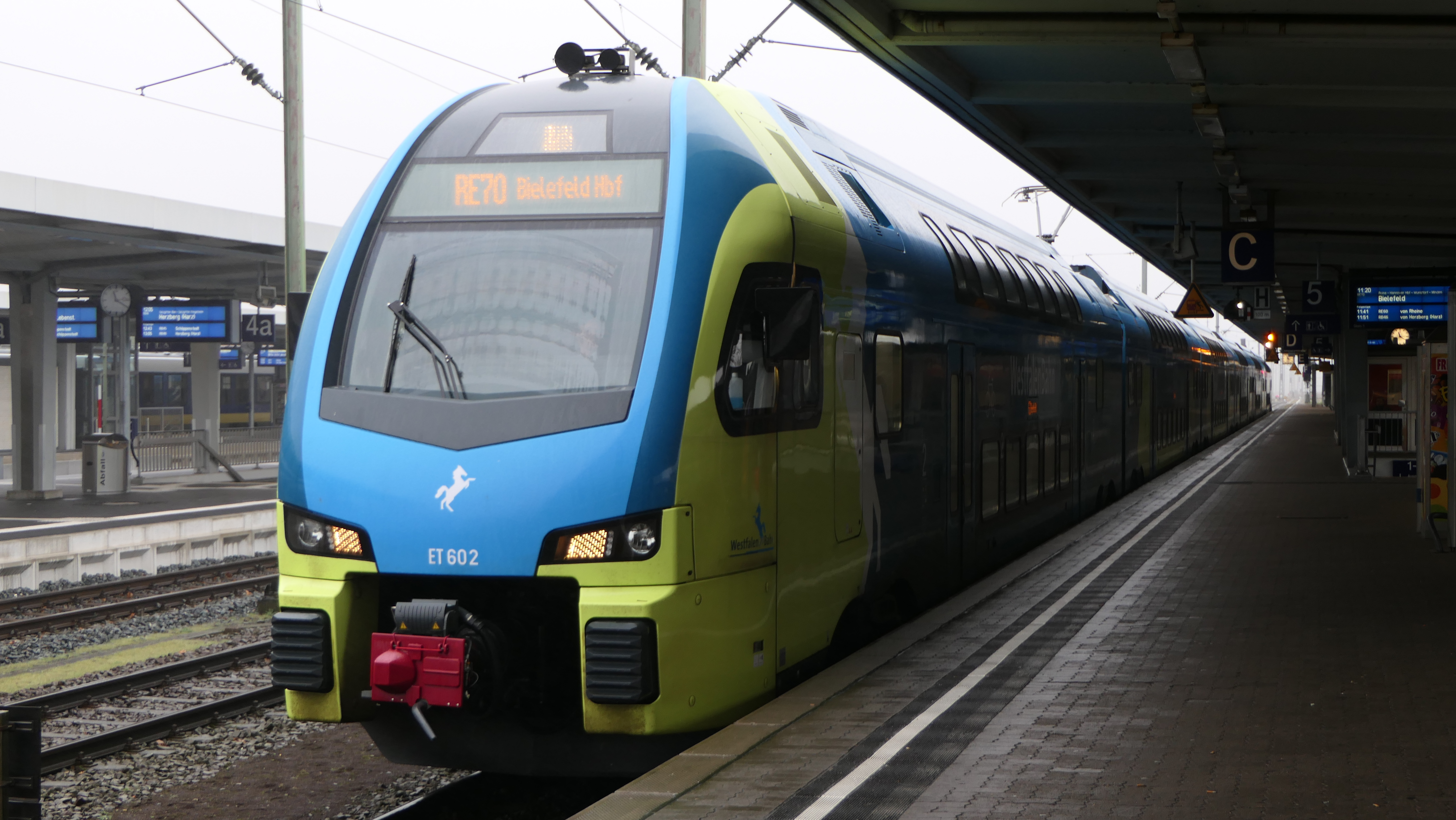
Stadler Kiss als RE70 nach Bielefeld am Braunschweiger Hbf.